# Tropidurus mucujensis
Tropidurus mucujensis là một loài thằn lằn trong họ Tropiduridae. Loài này được Rodrigues mô tả khoa học đầu tiên năm 1987.